# Ballincollig
Ballincollig (irlandais : Baile an Chollaigh) est une ville de la banlieue de la région administrative de la ville de Cork en Irlande, située du côté ouest de la ville de Cork, au bord de la rivière Lee, sur la route régionale R608. En 2016, il s'agissait de la plus grande ville du comté de Cork. À l'époque, la division électorale de Ballincollig comptait 18 621 habitants. Les villes les plus proches incluent Ballinora, Carrigrohane, Kilnaglory, Fours, Killumney, Inniscarra, Blarney et Tower. Il est situé au-delà de la ceinture verte des banlieues de Bishopstown et Wilton

## Histoire
Ballincollig tire son nom de Sir Robert Coll, un chevalier normand qui y aurait tenu une première fortification. Vassal de la puissante famille Barrett, qui contrôlait et donna son nom à la région (baronnie de Barrett, connue comme "Barrett's country"), il leur revendit le site sous le règne d'Edouard III, date à partir de laquelle un nouveau château fut construit. La plupart de ce qui reste de la structure actuelle date de cette époque.
Le château fut au cœur de nombreuses guerres et rébellions qui agitèrent l'Irlande face à la conquête britannique au cours des siècles. Ainsi, il fut l'une des bases des Barrett durant la rébellion Géraldine, mais aussi lors de la guerre de Onze Ans. Cependant, le Parlement anglais, mené par Cromwell, parvint à reprendre la forteresse sur les forces rebelles en 1645 sous le commandement de Murrough O'Brien, Earl Inchiquinn.
Sa position stratégique sur la vallée lui donna également une place durant la guerre Williamite en Irlande, puisque les jacobites en vinrent à y établir une garnison. Inoccupé après la défaite de Jacques II en 1689, il tomba progressivement en ruine.
Les moulins à poudre royaux Ballincollig ont été ouverts en 1794 par Charles Henry Leslie, un homme d'affaires de premier plan à Cork. Onze ans plus tard, les moulins ont été achetés par les Britanniques, qui se préparaient à la guerre avec Napoléon, et les casernes ont été construites pour protéger les stocks de poudre à canon. C'était l'un des plus grands moulins à poudre dans les îles britanniques. En 1837, l'usine employait plusieurs centaines de personnes et, en 1880, Ballincollig était l'un des plus grands établissements industriels de Cork. Elle employait de nombreux hommes et garçons de la région.
Avec la fermeture des usines de poudre à canon au début des années 1900, Ballincollig ne devint guère plus qu'un petit village situé sur la route reliant la ville de Cork à la ville plus grande de Macroom. Le 3e bataillon des Royal Munster Fusiliers (réserve) y était stationné pendant la Grande Guerre. Les autres régiments en poste dans la caserne avant sa mise hors service sont le 1er Régiment d'artillerie de campagne et le 8ème Régiment d'artillerie de campagne (FCÁ). Les Murphy Barracks, récemment mis hors service, constituaient une source importante d’emplois. Dans les années 1970, Ballincollig se développa davantage comme une ville satellite, avec de nombreux lotissements construits autour du vieux village et des personnes qui travaillaient dans la ville de Cork ou dans ses banlieues. Cette expansion s'est poursuivie jusqu'à la fin des années 80 et 90. En conséquence, la population de la ville a considérablement augmenté, en particulier avec l'expansion de la ville vers l'ouest. Ballincollig est devenue la plus grande ville du comté.

## Christianisme
Deux églises catholiques sont situées dans la ville. L'église moderne "Christ, notre lumière" (ou "Church of Christ Our Light", conçue par un cabinet d'architectes local) est située du côté ouest de la ville, tandis que l'ancienne église Sainte-Marie et Saint-Jean est située près du centre-ville.
Selon le recensement de 2011, la population de la ville est à 87% catholique.

## Transports et communications

### Transports ferroviaires
La ligne de chemin de fer reliant Cork à Macroom desservait Station House (à l’extrémité sud de Station Road).
La gare de Ballincollig a été ouverte le 12 mai 1866, fermée au trafic de voyageurs le 1er juillet 1935, au trafic de marchandises le 10 mars 1947 et finalement fermée le 1er décembre 1953.

### Transports en commun
Ballincollig est desservi par plusieurs lignes de bus Bus Éireann. Celles-ci incluent la route 220 (vers Carrigaline, via UCC, le centre-ville de Cork et Douglas), la route 220X (route similaire via Lee Fields plutôt que Bishopstown), la route 220A (similaire à la route 220, mais continuant vers Fountainstown) et la route 233 (centre-ville de Cork à Macroom via Ballincollig).
Un certain nombre de propositions, telles que le plan de transport «Project Ireland 2040», incluent une étude de faisabilité potentielle sur un éventuel projet de train léger sur rail de banlieue dans la région.

### Transports automobiles
Ballincollig était situé sur la N22, de Cork à Tralee. Une voie de contournement autour de la ville a été ouverte en septembre 2004, ce qui a permis de réduire les temps de trajet entre Cork et Killarney sur la N22 et de réduire le trafic dans le centre-ville. La N40 commence sur le côté est de la ville qui continue en tant que contournement sud de Cork. Les N40 et N22 partagent la sortie 1.
L’ancien tracé de la N22 est maintenant la route régionale R608 qui traverse le centre-ville.

### Transports aériens
L'aéroport le plus proche est l'aéroport de Cork, à environ 14 km.

## Jumelages
Saclay (France) depuis 1995